# Citroën Visa
O Citroën Visa é o modelo final de um projeto denominado "Y2", desenvolvido para substituir o modelo "Ami 8". O projeto Y2 começa a ser desenvolvido com base na plataforma do Fiat 127, ao abrigo de acordos entre os dois construtores, no entanto o acordo é anulado e a Citroën continua o desenvolvimento do novo modelo numa base totalmente nova que mais tarde será usada no Oltcit (versão destinada ao mercado de leste do modelo Axel).
Neste ponto do projecto e apesar do grupo Peugeot – Citroën, o projecto Y2 era nesse momento totalmente Citroën, sendo que os motores usados para este projecto eram o bicilindrico e quatro cilindros opostos da Citroën. O exterior do Y2 é desenhado por Jean Giret e o interior fica a cargo de Michel Harmand.
Apesar do projecto Y2 já estar num estado avançado, a Peugeot decide intervir ao impor a plataforma do modelo 104, ou seja, a terceira plataforma para o mesmo modelo, sendo que como os prazos eram apertados, foi uma corrida contra o tempo para ter o Visa pronto a tempo para a data de apresentação definida. A intervenção da Peugeot no projecto, além de alterar a plataforma introduz também os motores de 4 cilindros transversais da Peugeot.
Finalmente o Visa é apresentado no Paris Motor Show em 1978 (após um projecto algo atribulado), sendo que é um dos primeiros modelos a integrar a grelha junto com o para-choques. Além de diferente no exterior, o Visa possuía também um painel de instrumentos pouco convencional que possuía um satélite agrupando os instrumentos à esquerda deixando à mão direita os instrumentos de ventilação.
Aquando do seu lançamento o Visa dispunha de duas motorizações, o motor bicilindrico de 652cm3 desenvolvendo 35 cv que tinha provas dadas ao nível da fiabilidade e que possuía a particularidade de ter os seus cilindros em alumínio cobertos de um revestimento de alta resistência em “nicasil” e um quatro cilindros de 1124 cm3 de 57 cv para a versão Super.
Apesar das virtudes do modelo, o Visa não tem o sucesso esperado muito por culpa do seu design que para alguns era controverso, como tal a Citroën pede a Heuliez para retocar o Visa de forma a deixa-lo com um design mais consensual, sem no entanto alterar a chaparia. É então em março de 1981 que surge o Visa II com um novo design e que desde logo levou a um grande aumento nas vendas levando o Visa ao lugar de destaque que este merecia.
A gama Visa II foi sendo alterada contando na sua gama desde o motor bicilindrico até as versões mais desportivas como é o caso do GTi com um motor de 1580cm3 com 105cv ou 115cv, dependendo da versão, passando pelo diesel com um motor 1.7. Em 1983 é introduzido na gama o Visa descapotável.
Em 1985 o painel de instrumentos do Visa é substituído, desaparecendo o satélite posicionado á esquerda do condutor, por um mais convencional.
O Visa sai de produção em 1988 sendo substituído pelo mais pequeno Citroën AX.